# Ezüstgammás aranybagoly
Az ezüstgammás aranybagoly vagy gamma-bagolylepke (Autographa gamma) a rovarok (Insecta) osztályának lepkék (Lepidoptera) rendjébe, ezen belül a bagolylepkefélék (Noctuidae) családjába tartozó faj.

## Előfordulása
Egész Európában elterjedt nyílt erdőkben, cserjésekben, a kertekben és a parkokban is, a lepkék nem specializálódtak különleges élőhelyekre, csak a zárt erdős területeket kerülik el. Észak-Afrikában és Eurázsiában (kivéve a trópusi övezet) is  bevándoroltak, valamint a szubarktikus Ázsia egyes részein, Skandináviában, Izlandon és Grönlandon is megfigyelték.

## Megjelenése
- lepke: szárnyfesztávolsága: 35–40 mm, a lepke nevét a felső szárnyain lévő jellegzetes görög gammához hasonlító mintáról kapta. A nektár növényei egyszikűek növények, Juncus effusus , Colchicum autumnale , Iris germanica hibrid,  Tilia cordata ), valamint a különböző cserjék és a lágyszárú növények.
- hernyó: 25 milliméter, színe változó. A sárgászöldtől a kékes-zöldig, a sötét zöldes szürke színen át bármilyen lehet.

## Életmódja
- nemzedék: egy nemzedékes faj, májustól augusztusig rajzik.
- hernyók tápnövényei: a hernyók polifágok, a csalán (Urtica sp.), gyermekláncfű (Taraxacum sp.) fejes saláta (Lactuca sativa) a leggyakoribb tápnövények.

## Képek

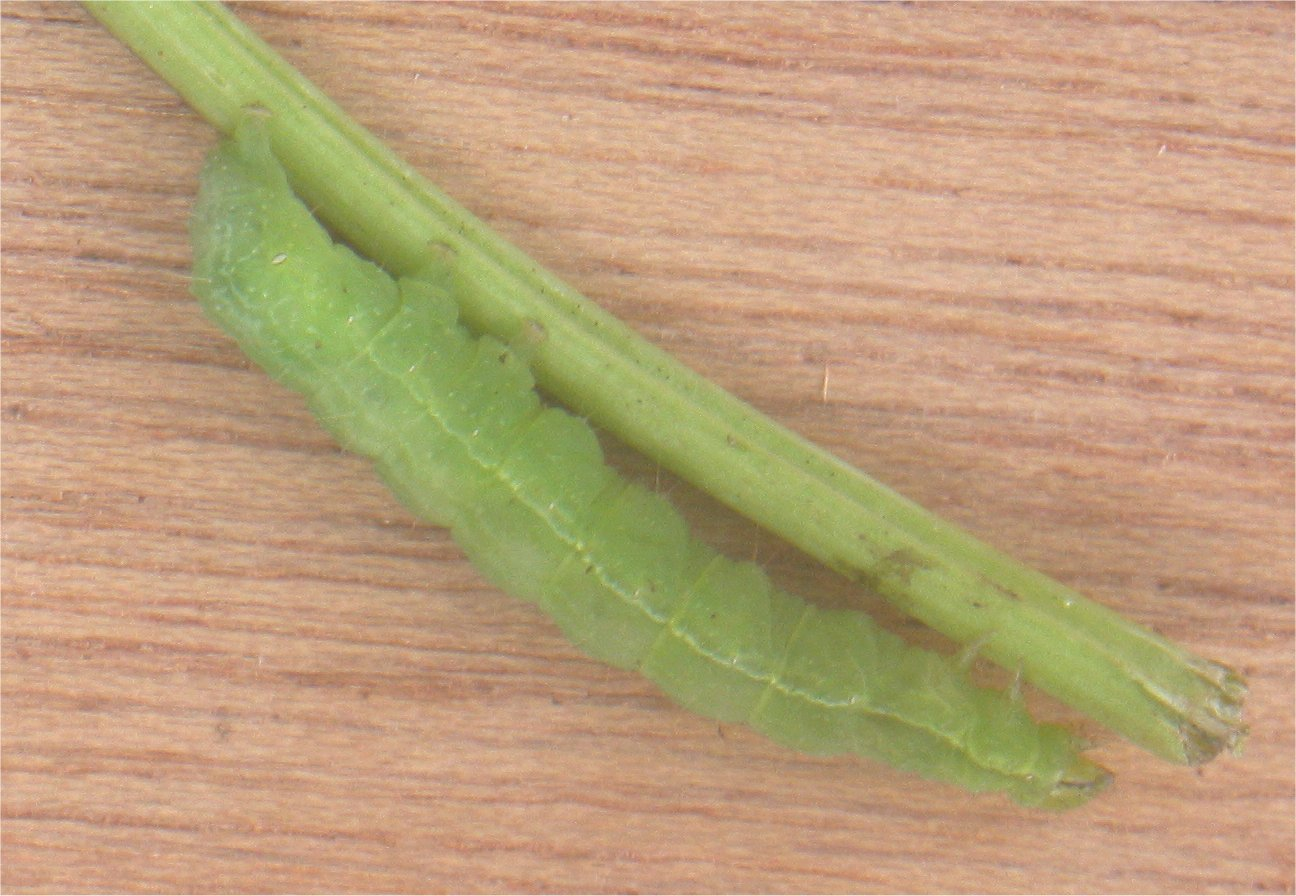
A lepke hernyója
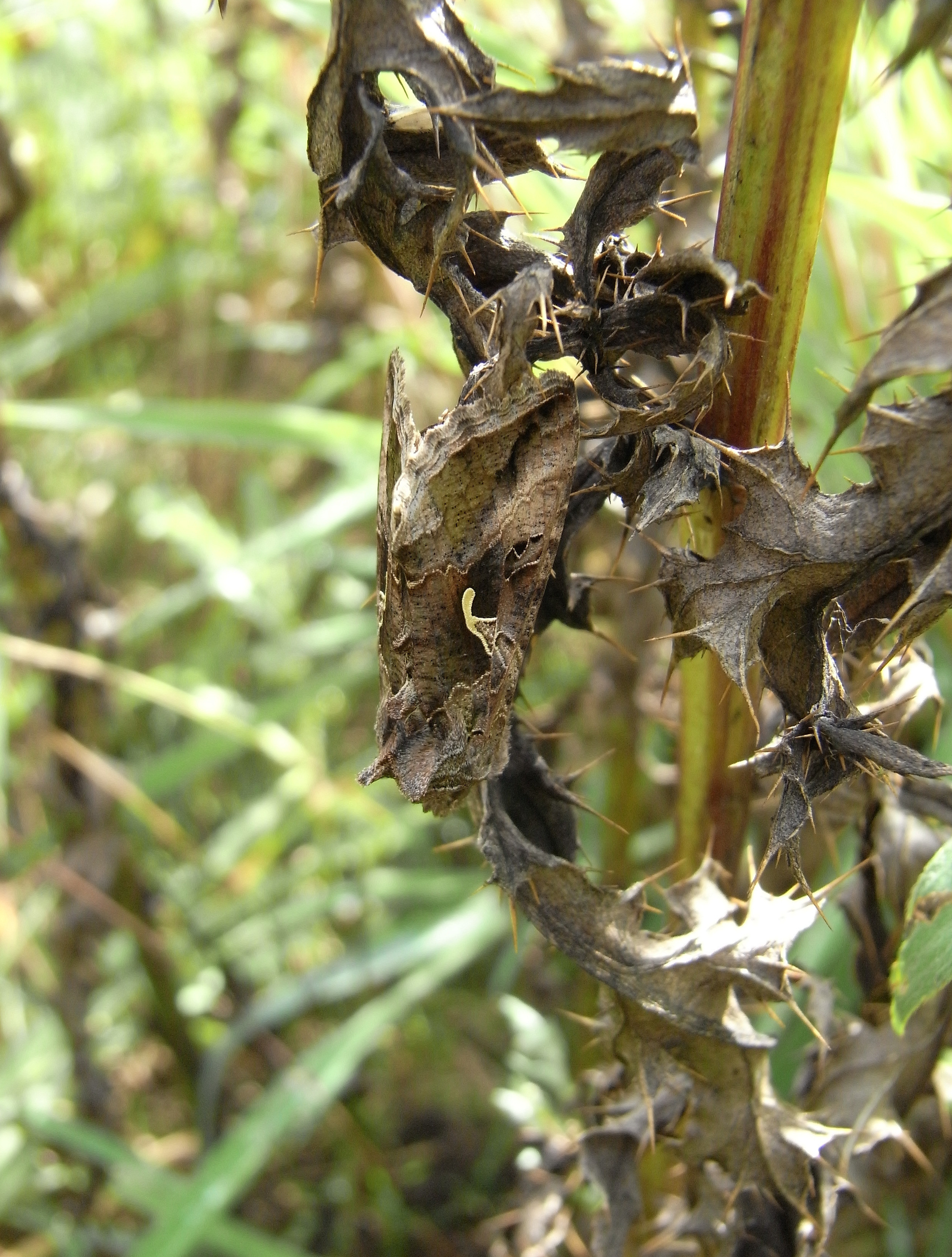
A lepke megfelelő környezetben jól képes magát álcázni
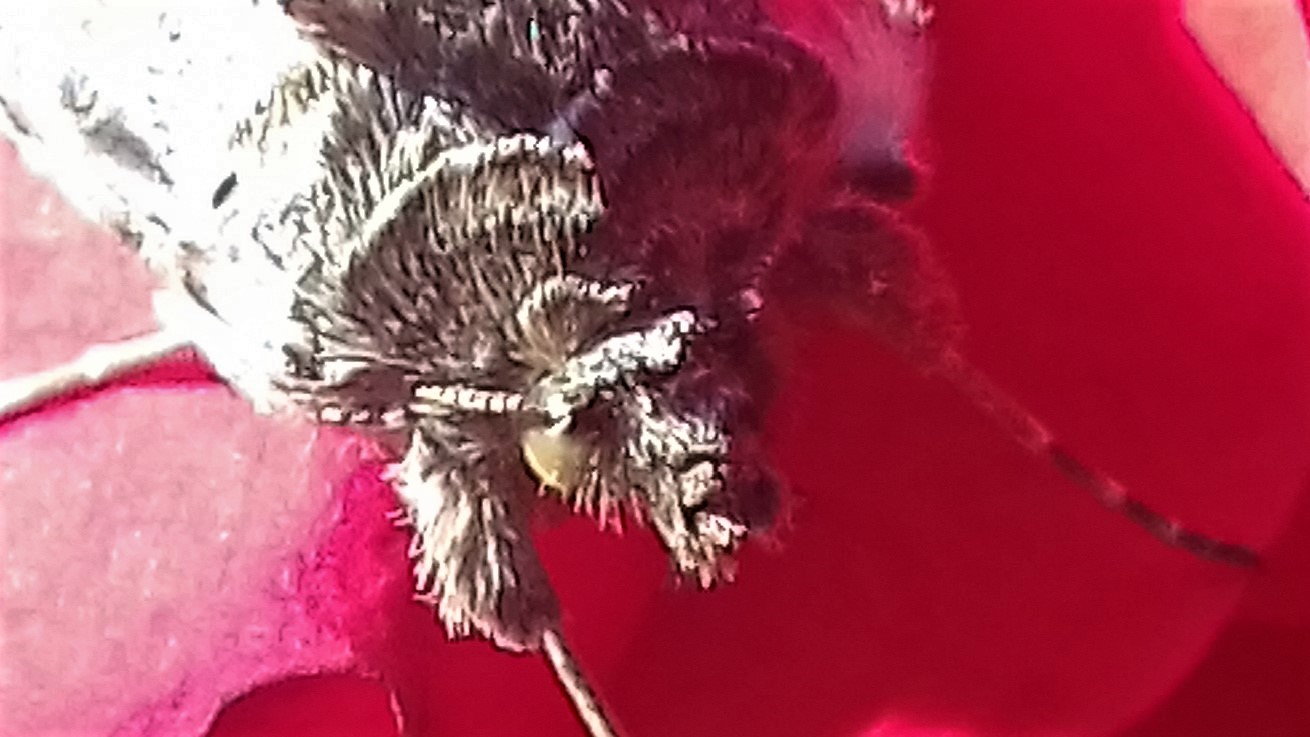
A feje közelről
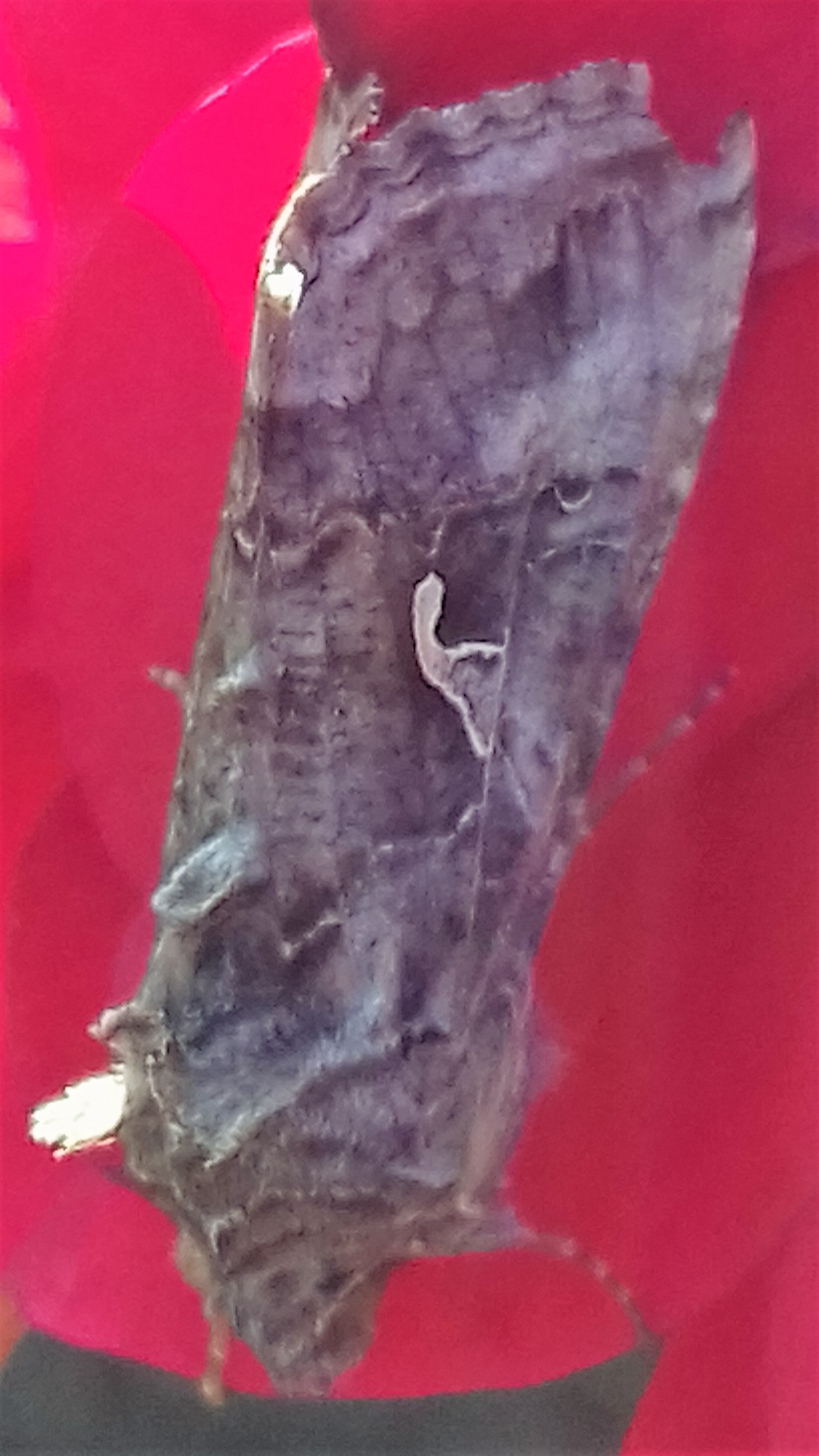

## Fordítás
- Ez a szócikk részben vagy egészben  a   Gammaeule című német Wikipédia-szócikk fordításán alapul.  Az eredeti cikk szerkesztőit annak laptörténete sorolja fel. Ez a jelzés csupán a megfogalmazás eredetét és a szerzői jogokat jelzi, nem szolgál a cikkben szereplő információk forrásmegjelöléseként.